# Paralía Chiliadoú
Paralía Chiliadoú, en grec moderne : Παραλία Χιλιαδού, est un village côtier du dème de Dírfys-Messápia, sur l'île d'Eubée, en Grèce.
Selon le recensement de 2011, la population de Paralía Chiliadoú compte 63 habitants.